# Vereskő (település)
Vereskő (szlovákul: Červená Skala) Királyhegyalja településrésze Szlovákiában, a Besztercebányai kerületben, a Breznóbányai járásban.

## Fekvése

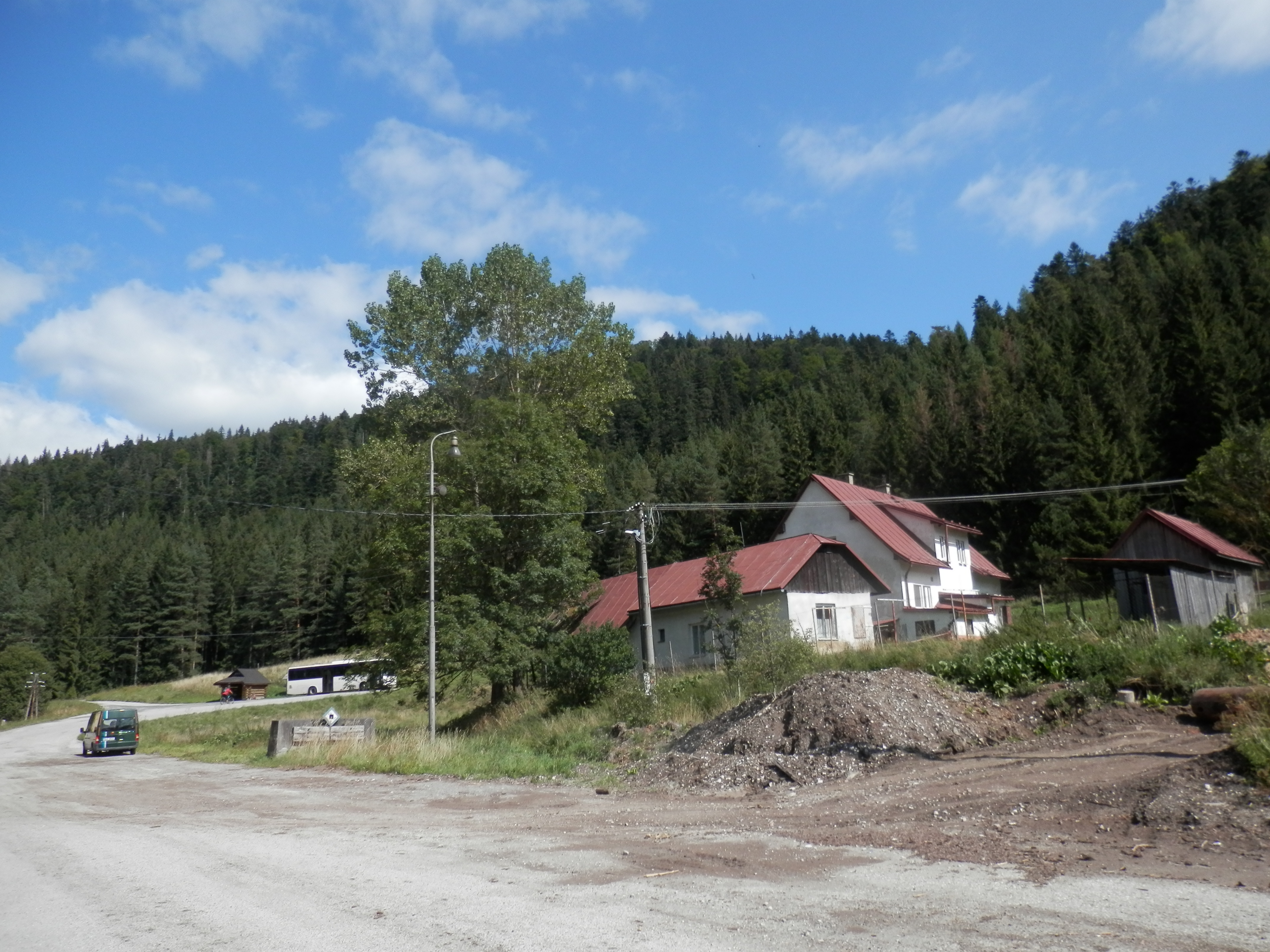

Breznóbányától 41 km-re keletre, a Garam jobb partján fekszik.

## Története
A trianoni békeszerződésig Gömör-Kishont vármegye Garamvölgyi járásához tartozott.

## Lásd még
- Királyhegyalja

## Külső hivatkozások
- Királyhegyalja hivatalos oldala
- Vereskő Szlovákia térképén
- Képek a településről Archiválva 2007. július 3-i dátummal a Wayback Machine-ben